# Wolfram Research
Wolfram Research je međunarodna kompanija koja se bavi informatikom. Najpoznatiji proizvod kompanije je Mathematica, program za matematiku. Osnivač i CEO kompanije je Stephen Wolfram, znanstvenik i autor spomenute Mathematice.

## Programski proizvodi kompanije
Najpoznatiji proizvod kompanije je svakako program Mathematica, koji je doživio verziju 7 u studenom 2008. Ostali proizvodi odnosno programi su Wolfram Workbench, gridMathematica i WebMathematica.

### Javni servisi
Osim komercijalnih proizvoda Wolfram Research je razvio nekoliko javnih, besplatnih web servisa poput MathWorld i ScienceWorld online enciklopedija.
Wolfram Alpha njihov je najnoviji servis, javnosti predstavljen 16.5.2009. Servis donosi nov način pretraživanja odnosno korištenja već postojećih algoritama i baza znanja.

### Izdavaštvo
Wolfram Research izdaje časopis Mathematica, a izdao je i nekoliko knjiga preko Wolfram Media, dijela same kompanije.

### Konzalting
Kompanija je matematički konzultant CBSove serije Numb3rs koja se bavi matematičkim aspektima rješavanja zločina.

## Vanjske poveznice
- Wolfram Research, stranica kompanije
- WolframAlpha   Wolfram Alpha
- Mathematica, autor Tim McIntyre, Science, Apple.com, 2007.
- The Mathematics Behind NUMB3RS,  NUMB3RS serija.